# Еш Флат (Арканзас)
Еш Флат (енгл. Ash Flat) град је у америчкој савезној држави Арканзас.

## Демографија
По попису из 2010. године број становника је 1.082, што је 105 (10,7%) становника више него 2000. године.
| Група             | 2000.       | 2010.         |
| Белци             | 957 (98,0%) | 1.047 (96,8%) |
| Афроамериканци    | 4 (0,4%)    | 5 (0,5%)      |
| Азијати           | 0 (0,0%)    | 0 (0,0%)      |
| Хиспаноамериканци | 7 (0,7%)    | 9 (0,8%)      |
| Укупно            | 977         | 1.082         |